# Tommy Semmy
Tommy Semmy (30 settembre 1994) è un calciatore papuano, attaccante dell'Altona Magic.

## Carriera

### Club
Dopo aver militato nel campionato papuano ed in quello delle isole salomone, ha giocato nella prima divisione neozelandese. Con la maglia dell'Hekari United ha segnato in totale 4 reti in 6 presenze in OFC Champions League.

### Nazionale
Partecipa alla Coppa delle nazioni oceaniane 2016 con la propria nazionale, arrendendosi solo alla Nuova Zelanda in finale.